# Mona Lisa Overdrive (album)
A Mona Lisa Overdrive a Buck-Tick japán rockegyüttes tizenharmadik nagylemeze, mely 2003-ban jelent meg. Hetedik volt az Oricon albumlistáján, 31 235 eladott példánnyal. A lemez tematikusan kapcsolódik az előző, Kjokutó I Love You című albumhoz: a Kjokutó I Love You utolsó, instrumentális száma a Mona Lisa Overdrive első dalának zenei alapját adja, az album utolsó dalának zenei alapja pedig a Kjokutó I Love You első dalában bukkan fel ismét. A Mona Lisa Overdrive címről hibásan úgy vélték, hogy William Gibson azonos című cyberpunk regényéből származik, azonban valójában Imai összetévesztette a címet Robert Longo Samurai Overdrive című művével, ami igazából inspirálta az albumcímet.

## Dallista
Az összes dalszöveg szerzője Szakurai Acusi, kivéve, ahol külön jelölve van; az összes szám szerzője Imai Hiszasi, kivéve, ahol külön jelölve van.
| #   | Cím                             | Dalszöveg                        | Zene            | Hossz |
| --- | ------------------------------- | -------------------------------- | --------------- | ----- |
| 1.  | Nakajubi (ナカユビ)             | Imai Hiszasi                     |                 |       |
| 2.  | Buster                          | Imai Hiszasi                     |                 |       |
| 3.  | Zangai -Shape 2- (残骸-Shape2-) |                                  |                 |       |
| 4.  | Limbo                           |                                  |                 |       |
| 5.  | Mona Lisa                       | Imai Hiszasi                     |                 |       |
| 6.  | Girl -Shape 2-                  | Imai Hiszasi                     |                 |       |
| 7.  | Sid Vicious on the Beach        | Imai Hiszasi                     |                 |       |
| 8.  | Black Cherry                    | Szakurai Acusi & Hosino Hidehiko | Hosino Hidehiko |       |
| 9.  | Genzai (原罪)                   |                                  |                 |       |
| 10. | Monster                         |                                  | Hosino Hidehiko |       |
| 11. | Ai no uta (愛ノ歌)              |                                  |                 |       |
| 12. | Continuous (instrumentális)     |                                  |                 |       |